# Ллойд, Сэмпсон

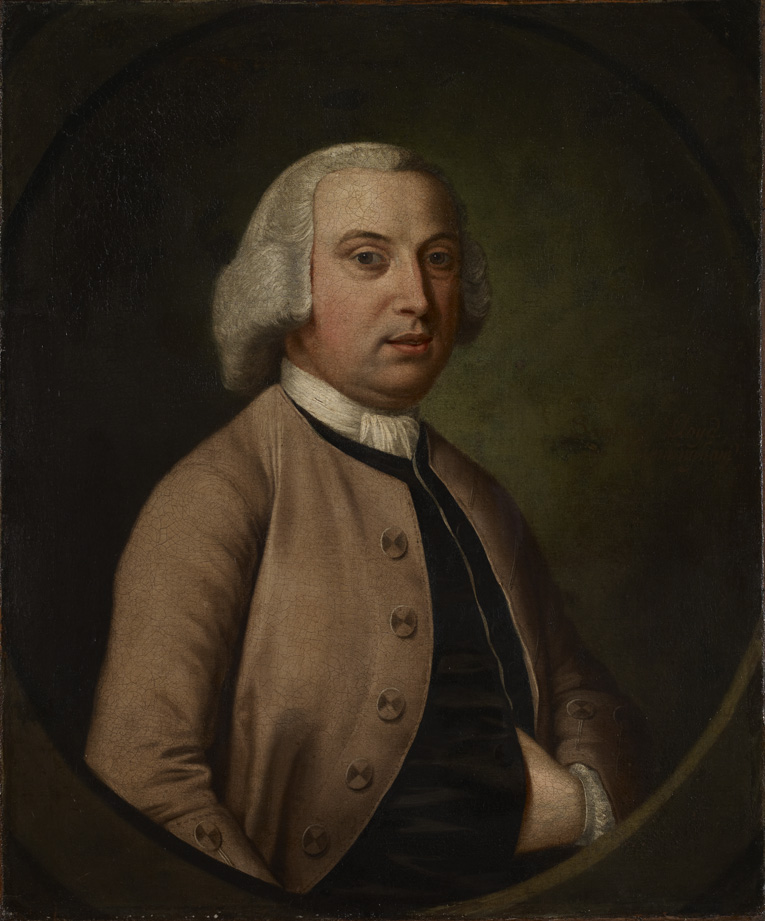
Портрет Сэмпсона Ллойда

Сэмпсон Ллойд (15 мая 1699 – 1779)  – английский промышленник и банкир, представитель известной в Бирмингеме семьи Ллойд, один из учредителей банка Lloyds.

## Биография
Сэмпсон Ллойд был третьим сыном Сэмпсона Ллойда (1664–1724) и Мэри Ллойд (урождённой Кроули, сестры Амброуза Кроули), квакеров валлийского происхождения, которые переехали из своей фермы в Леоминстере, Херефордшир, на улицу Эдгбастон в Бирмингеме в 1698 году. 

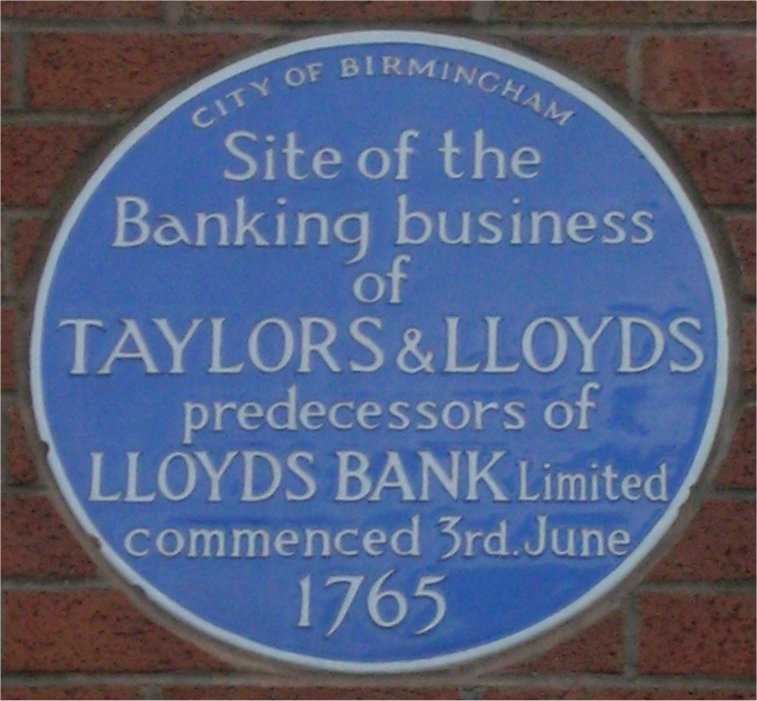
Голубая табличка на месте первого банка Бирмингема в Дейл-Энд

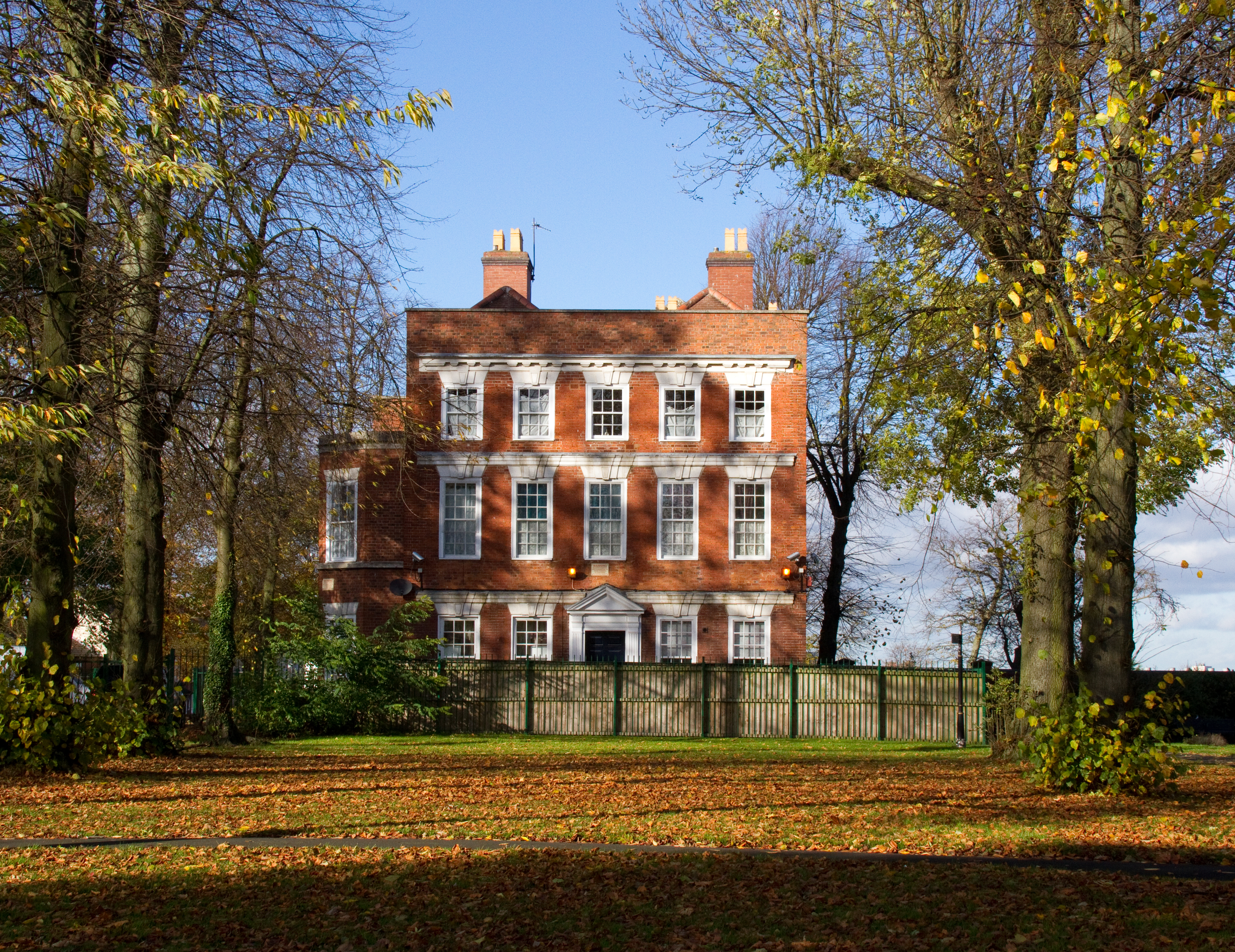
« Ферма », в бывшей усадьбе Бордсли, сейчас среди городского пейзажа Спаркбрук, Бирмингем

После смерти отца в 1725 году Сэмпсон и его старший брат Чарльз (1696–1741) купили железоделательную фабрику в Таун Милл и занимались торговлей железом. Он приобрёл также кузницу в городке Бертон-апон-Трент. После смерти Чарльза в 1741 году Ллойд разбогател и в 1742 году купил за 1290 фунтов стерлингов поместье площадью 56 акров под названием «Ферма Оуэна» в усадьбе Бордсли на окраине города Бирмингема (ныне она находится в районе известном как Спаркбрук). Он сохранил фермерский дом в Тюдоре и построил неподалёку особняк в Георгианском стиле, который он назвал «Ферма». В настоящее время это здание внесено в список памятников Великобритании.
Ллойд продолжал жить частично в своем бывшем таунхаусе на улице Эдгбастон в Бирмингеме, неподалёку от своей фабрики. В 1765 году, в возрасте 66 лет, он основал компанию со своим сыном (также названым Сэмпсоном) и ведущим производителем кнопок в Бирмингеме Джоном Тейлором (1704–1775) и своим сыном, создав первый в Бирмингеме банк: Тейлор и Ллойдс  расположен в 7 Дейл-Энд. Это банк, который стал Lloyds Bank, а теперь входит в Lloyds Banking Group.

## Семья
Сэмпсон Ллойд женился дважды. В 1727 году он женился на Саре Паркс (1699–1729), дочери Ричарда Паркс (умер в 1729 году). Его сын от этого брака, Сэмпсон, был также основателем другой компании, Тейлор, Ллойд, Хэнбери и Боуман на Ломбард-стрит в Лондоне.
Второй женой Ллойда, на которой он женился в 1731 году, была Рэйчел Чемпион (1712–1766), дочь Неемии Чемпиона (1678–1747). В этом браке родились четверо сыновей и две дочери, дожившие до брачного возраста, среди которых был и второй сын Чарльз Ллойд (1748–1828). Он также был партнёром в банке; его сын, поэт Чарльз Ллойд, лишь ненадолго занимался банковским делом.